# Ursicino (conde)
Ursicino (em latim: Ursicinus) foi um oficial bizantino do século VI, ativo sob o imperador Justiniano (r. 524–565). Em 535, foi um dos quatro oficiais (Paulo, Demétrio e Herodiano) das unidades de infantaria enviados ao Ocidente sob Belisário para retomar a Itália. Esteve presente em Roma quando os godos sitiaram-na em 537. Durante seu primeiro grande assalto, no décimo oitavo dia do cerco (10 de março), Ursicino estava no comando de uma unidade de infantaria, os Régios, na Porta Flamínia. Sua posição e ofício são incertos, mas um de seus colegas na Itália, o comandante de cavalaria Magno, foi conde.